# Antwerpia (okręg)
Antwerpia (nld. Arrondissement Antwerpen, fr. Arrondissement administratif d'Anvers, niem. Bezirk Antwerpen) – okręg w północnej Belgii, w Regionie Flamandzkim, w prowincji Antwerpia.

## Podział administracyjny
Okręg podzielony jest na 30 gmin (nld. gemeente, fr. commmune, niem. Gemeinde), w skład których wchodzi 20 dzielnic (deelgemeente): 
| - Aartselaar - Antwerpia (Antwerpen / Anvers), miasto - Boechout - Vremde - Boom - Borsbeek - Brasschaat - Brecht - Sint-Job-in-’t-Goor (Saint-Job-in-’t-Goor) - Sint-Lenaarts (Saint-Léonard) - Edegem - Essen - Hemiksem | - Hove - Kalmthout - Kapellen - Kontich - Waarloos (Waerloos) - Lint - Malle - Oostmalle - Westmalle - Mortsel, miasto - Niel - Ranst - Broechem - Emblem - Oelegem (Oeleghem) - Rumst - Reet - Terhagen | - Schelle - Schilde - ’s-Gravenwezel (Wesel-le-Comte) - Schoten - Stabroek - Hoevenen - Wijnegem - Wommelgem - Wuustwezel - Loenhout - Zandhoven - Massenhoven - Pulderbos - Pulle - Viersel - Zoersel - Halle - Zwijndrecht - Burcht |